# 和田喜久夫
和田 喜久夫（わだ きくお、1951年3月1日 - 2025年5月8日）は、日本の元レスリング選手。新潟県レスリング協会理事長。1972年ミュンヘンオリンピックレスリングフリースタイル68キロ級銀メダリスト。

## 人物
新潟県三島郡寺泊町（現長岡市）出身。寺泊町立寺泊中学校（現：長岡市立寺泊中学校）時代は柔道をやっていたが、新潟県立巻農業高等学校（現：新潟県立巻総合高等学校）に入学してからレスリングに転向。
1969年に明治大学に進学。1970年バンコクアジア大会（ タイ）でフリースタイル68キロ級で優勝。国内では無敵を誇っていたが、1971年のレスリング世界選手権（ ブルガリア・ソフィア）ではダン・ゲーブル（ アメリカ合衆国）に敗れて5位に終わる。
ライバルであるゲーブルへの雪辱を期して臨んだ1972年のミュンヘンオリンピック（ 西ドイツ）では再びゲーブルと対戦するも、手も足も出ない完敗を喫して銀メダルに終わった。
その後、1976年モントリオールオリンピック（ カナダ）を目指そうとしたが、大病を患った為に断念した。
現在は故郷・新潟へ帰り、新潟県レスリング協会理事長としてオリンピック選手を新潟から輩出するべく奮闘している。
2025年5月8日、病気のため、長岡市の長岡西病院で死去した。74歳没。